# Jungermannia rosulans
Jungermannia rosulans là một loài Rêu trong họ Jungermanniaceae. Loài này được (Stephani) Stephani mô tả khoa học đầu tiên năm 1901.